# Fritz Blau
Fritz Blau (* 5. April 1865 in Wien; † 5. Dezember 1929 in Berlin) war ein Chemiker und Senior der Wissenschaftler des Osram-Konzerns.
Seine Eltern waren der Wechselagent Josef Blau, Jr. (* 1833 in Budapest – 1905) und Johanna, geb. Taussig (* 1837 in Trebitsch, Mähren – 1912).
Fritz Blau studierte Chemie an der Universität Wien, erwarb 1886 seinen Doktorgrad und arbeitete dann als Laborassistent von Robert von Lieben. Ein Jahr verbrachte er im Labor von Adolf von Baeyer. 1902 wurde er von der Auer-Gesellschaft in Berlin engagiert. Um 1903 arbeitete er bei der Elektrischen Glühlampen Fabrik “Watt” AG (urspr. Scharf & Co., ab 1900 Siemens), wo er ein „Verfahren zur Herstellung und Reparierung von elektrischen Glühlampen“ zum Patent anmeldete. Infolge eines Patentstreits wechselte er zum Prozessgegner Deutsche Gasglühlicht AG, wo er die Marke Osram entwickelte.
Schon um 1906 wies er auf den bestimmenden Einfluss, den die Oberflächenbeschaffenheit eines Glühfadens auf sein Emissionsvermögen zu üben vermag, hin. Je rauer eine Fadenoberfläche ist, je mehr Hohlräume sie also besitzt, umso „schwarzer“ wird sie sich unter sonst gleichen Umständen verhalten.
Er erhielt noch über 180 weitere Patente. Sein Nachfolger wurde Karl Mey.

## Veröffentlichungen
- Zur Kenntniss des Salicylaldehyds von Dr. Fritz Blau. Aus dem Laboratorium der analyt. Chemie der k. k. technischen Hochschule in Wien. (Vorgelegt in der Sitzung am 18. Februar 1897.)

## Belege
1. ↑  Personenlexikon: Blau, Fritz
2. ↑  Marcello Pirani: Fritz Blau. In: Naturwissenschaften. 31. Januar 1930, Band 18, Nummer 5, S. 97-101 doi:10.1007/BF01493015.
3. ↑  Ellen Lax: Blau, Fritz. In: Neue Deutsche Biographie (NDB). Band 2, Duncker & Humblot, Berlin 1955, ISBN 3-428-00183-4, S. 293 (Digitalisat).
4. ↑  Todesanzeigen Neue Freie Presse 20. Februar 1905
5. ↑  Todesanzeigen Neue Freie Presse 30. September 1912
6. ↑  Renate Tobies: Iris Runge: A Life at the Crossroads of Mathematics, Science, and Industry; S. 151.

| Personendaten    | Personendaten      |
| ---------------- | ------------------ |
| NAME             | Blau, Fritz        |
| KURZBESCHREIBUNG | deutscher Chemiker |
| GEBURTSDATUM     | 5. April 1865      |
| GEBURTSORT       | Wien               |
| STERBEDATUM      | 5. Dezember 1929   |
| STERBEORT        | Berlin             |